# Зародов, Александр Николаевич
Александр Николаевич Зародов — советский хозяйственный, государственный и политический деятель.

## Биография
Родился в 1905 году. Член ВКП(б) с 1931 года.
С 1925 года — на хозяйственной, общественной и политической работе. В 1925-1959 гг. — слесарь, токарь, нормировщик, инструктор и секретарь завкома ВПВРЗ, слесарь мастерских Архангельской артели «Металлист Севера», инспектор по охране труда ЦК Союза рабочих железнодорожных заводов, председатель Вологодского горисполкома, заведующий Вологодским облместпромом, начальник управления промышленности строительных материалов, директор Вологодского кирпичного завода № 4.
Избирался депутатом Верховного Совета РСФСР 1-го созыва.
Умер в 1959 году в Вологде.